# Империя (небоскрёб)
Деловой комплекс «Империя» (ранее Imperia Tower) — 60-этажный небоскрёб высотой 238,7 м, объединивший офисные помещения, апартаменты и общественные пространства. Расположен на участке № 4 Московского международного делового центра «Москва-Сити».  
Был построен в 2011 году. Находится по адресу Пресненская набережная 6, строение 2.

## История

### Предыдущий проект
Изначально на территории 4 участка делового центра ОАО «Сити» должно было построить многофункциональный досуговый комплекс «Аквапарк» с гостиницей общей площадью 61 322 м². Работы планировалось завершить к концу 2001 года. Проектированием в конце 1990-х годов занимался «Моспроект-2» в содружестве с «Тхоместо Инжиниринг» (Финляндия) и «Титангейт Глобал Системс» (Великобритания), и в частности архитектор Инна Ройтбург, работавшая в Моспроекте вместе с Б. И. Тхором, автором идеи «Москвы-Сити».
В 2001 году собственником проекта стало ЗАО «Аква-Сити Палас», а подрядчиком — ООО «Лиард-Строй». К тому моменту уже была готова строительная площадка; общая стоимость проекта составляла 230 млн долларов. В 2002—2005 годах новым архитектором становится итальянское бюро Джованни Коррадетти, общая площадь комплекса увеличивается до 147 тысяч м². При этом строительство останавливается в 2003 году из-за проблем с финансированием до 2006 года, когда архитектурное бюро меняется на американское NBBJ. Тогда же генподрядчиком становится турецкая компания Enka.

### Деловой комплекс «Империя»
В 2006 NBBJ в партнёрстве с Моспроектом-5 меняет проект: гостиничная башня вырастает до 60 этажей, приобретает нынешний облик, в неё добавляется офисная функция, а общая площадь комплекса уже составляет более 290 тысяч м² (позже уменьшена до 281 тысячи). Несмотря на желание компании-застройщика убрать аквапарк из проекта, городские власти настаивали на его сохранении, за что разрешили увеличить размер подземной парковки с 2 до 4 уровней. К концу 2008 года велось бетонирование башни выше 50 этажа и были возведены 2 этажа аквапарка. Комплекс должны были закончить в 2009 году, но строительство затянулось. К лету 2009 года объём инвестиций в него составил 7,5 млрд рублей.
К концу строительства в 2011 году стало известно об исключении гостиничной части из башни и замене её на апартаменты.
«Империя» была сдана в эксплуатацию 22 ноября 2011 года. Её открыл в торжественной обстановке первый заместитель мэра в правительстве Москвы Владимир Ресин.
С 2012 года управлением небоскрёба занимается девелоперская компания Solvers Estate. В начале 2015 года она провела ребрендинг башни, переименовав Imperia Tower в Деловой комплекс «Империя».

### МФК «Империя II»
Москомархитектура рассматривала до 2011 года предложения по изменению проекта аквапарка, с 2004 года практически заброшенного, но отклонила их в связи с превышением технико-экономических показателей. Глава MosCityGroup Павел Фукс заявил на открытии башни, что вторую очередь, включающую аквапарк, планируется начать строить весной 2012 года и завершить в 2013 году.
В 2013 году был проведён новый конкурс на проектирование здания уже без аквапарка — теперь оно включало в себя офисную и жилую функции. Проект авторства московского бюро «Цимайло, Ляшенко и Партнеры» второй очереди был утверждён в Москомархитектуре только в августе 2016 года.
МФК «Империя II» будет состоять из двух блоков: жилого, где расположатся апартаменты класса люкс и гостиница, и офисного. Общая площадь будущего комплекса составит 115,8 тысячи м². Его стоимость может составить 120—150 млн долларов, завершить комплекс планировалось в начале 2018 года. Но по состоянию на 2019 год стройка заморожена.

## Описание
Деловой комплекс «Империя» представляет собой небоскрёб из монолитного железобетона высотой 238,7 м с 60 этажами. Расположен на участке № 4 площадью 1,74 га. Общая площадь комплекса составляет 203 191 м², из них 121 497 м² — офисные помещения класса А, расположенные на 4-41 этажах, 45 377 м² — апартаменты на 43-59 этажах. На −1 этаже расположен паркинг и торговая галерея «Empire Blackyard», связывающая небоскрёб с соседними Городом Столиц и Центральным ядром ММДЦ, где в том числе находятся станции метро «Выставочная» и «Деловой центр». Со 2 по 41 этаж располагаются офисы класса А. Арендаторами офисных помещений в башне «Империя» являются такие компании, как Матч ТВ, Qatar Airways, АСГ, издательство ЭКСМО, ECOS, Okkam. Также в башне находятся отели, фитнес-клубы, магазины и медицинские клиники. На 56 этаже расположен музей-смотровая «Москва-Сити».

## Компании
- Инвесторы — ЗАО «Флейнер-Сити» (владелец Павел Фукс);
Valtania Holdings Ltd (владелец Валентин Юмашев);
Filtrand Properties Ltd (владелец Олег Гранкин)
- Генеральный подрядчик — Enka
- Заказчик — ЗАО «Аква Сити Палас»
- Архитектурная концепция — NBBJ
- Техническое сопровождение — ООО «Натал»
- Девелоперы — Mos City Group (владелец Павел Фукс), 
GDO City Properties Ltd (владелец Олег Гранкин)

## Конфликты интересов
Между инвесторами и застройщиками на протяжении всего строительства происходили конфликты и судебные разбирательства. Так, ЗАО «Флейнер-Сити», принадлежащее Павлу Фуксу, в начале 2012 года из-за ненадлежащего финансирования строительства со стороны инвестора — частной оффшорной кипрской компании «Filtrand Properties Ltd» («Филтрэнд Пропертиз Лтд»), принадлежащей Олегу Гранкину, — в одностороннем порядке отказалось от договора участия в долевом строительстве небоскрёба «Imperia Tower». В результате компания «Филтрэнд Пропертиз Лтд» 28 мая 2012 года обратилась в Арбитражный суд Москвы с иском к ЗАО «Флейнер-Сити» о признании недействительным одностороннего отказа ЗАО «Флейнер-Сити» от данного договора. Как итог, после судебного противостояния стороны 29 декабря 2012 года подписали мировое соглашение, по которому П. Фукс должен был передать указанной кипрской оффшорной компании О. М. Гранкина 29 629,6 м² в небоскрёбе. Считается, что посредником в данном конфликте выступил Валентин Юмашев.

## Ход строительства
| - 21 июля 2008 года - 28 марта 2010 года - май 2010 года - 20 октября 2012 года - 27 июня 2016 года |